# Crassula basaltica
Crassula basaltica là một loài thực vật có hoa trong họ Crassulaceae. Loài này được Brullo & Siracusa miêu tả khoa học đầu tiên năm 1994.